# Kirsty Gunn
Kirsty Gunn (geboren 1960 in Neuseeland) ist eine neuseeländisch-britische Schriftstellerin.

## Leben
Kirsty Gunn besuchte das Queen Margaret College in Wellington. Sie studierte an der Victoria University of Wellington und erwarb an der  Universität Oxford einen Magister Phil. Sie zog nach dem Studium nach London und arbeitet seither als freiberufliche Journalistin in Großbritannien. 
Ihr Roman Rain wurde 2001 von Christine Jeffs unter dem Titel Rain – Regentage verfilmt. Der Roman The Boy and the Sea erhielt 2007 den „Book of the Year Award“ des Scottish Arts Council. 2007 veröffentlichte sie mit 44 Things eine Reflexion über ihre Zeit als Vollzeitmutter ihrer Töchter. Der Roman The Big Music gewann 2013 in Neuseeland einen New Zealand Post Book Award. Die Kurzgeschichtensammlung Infidelities („Untreuen“, 2014) handelt von Frauen, die untreu sind, und hat die Einteilung Going Out, Staying Out und Never Coming Home.
Gunn lehrt Schreiben an der University of Dundee. 2024 wurde sie zum Mitglied der Royal Society of Edinburgh gewählt.

## Werke (Auswahl)
- Rain. 1994
  - Regentage : Novelle. Übersetzung von Stefanie Schaffer-de Vries. Berlin : Berlin-Verlag, 1995
- The Keepsake. 1997
  - Eine Geschichte mit blassen Augen : Roman. Übersetzung von Stefanie Schaffer-de Vries. Berlin : Berlin-Verlag, 1997
- This Place You Return To Is Home. 1999
  - Zuhause ist, wohin du zurückkehrst : Erzählungen. Übersetzung von Stefanie Schaffer-de Vries. Berlin : Berlin-Verlag, 1999
- Featherstone. 2002
  - Featherstone : Roman. Übersetzung von Stefanie Schaffer-de Vries. Berlin : Berlin-Verlag, 2004
- The Boy and the Sea. 2006
  - Der Junge und das Meer. Übersetzung von Bettina Abarbanell. Hamburg : Marebuch,  2005
  - Featherstone : Roman. Übersetzung von Stefanie Schaffer-de Vries. Berlin : Berlin-Verlag, 2004
- 44 Things. 2007
  - 44 Augenblicke : Aufzeichnungen einer entschiedenen Mutter. Übersetzung und Nachwort von Alexa Hennig von Lange. Zürich : Atrium-Verlag, 2009
- The Big Music. 2012
- Infidelities. 2014
- My Katherine Mansfield Project. Essay. 2015
- Caroline's Bikini. Faber, 2018